# 卡斯蒂利亞港 (洪都拉斯)

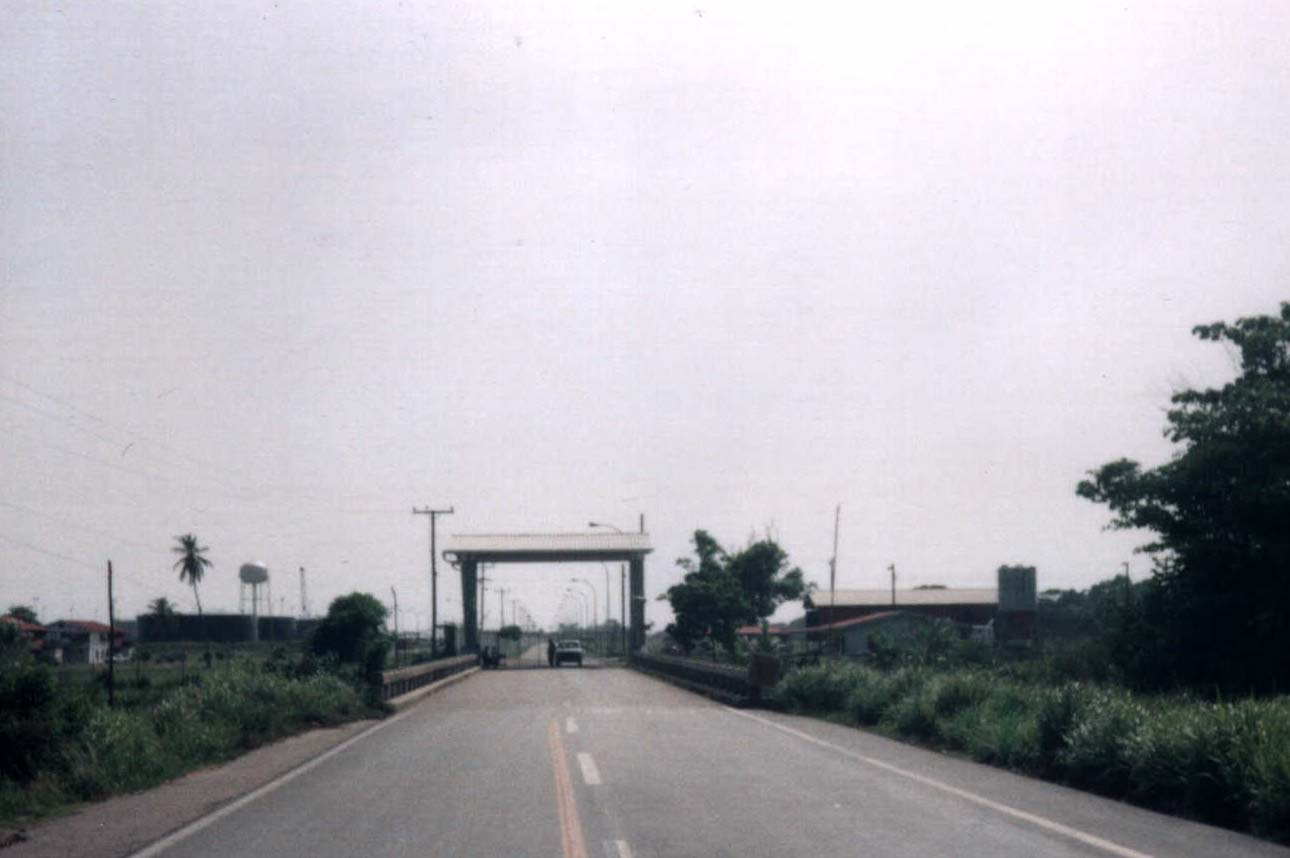
卡斯蒂利亞港入口

卡斯蒂利亞港（Puerto Castilla）是洪都拉斯的港口，位於該國北部加勒比海沿岸，距離首都特古西加爾巴560公里，該鎮在二十世紀初期種滿香蕉樹，現時被棕櫚樹取代，人口約1,200。
16°01′N 85°58′W / 16.017°N 85.967°W